# Philippe Madelin
Pour les articles homonymes, voir Madelin.
Philippe Madelin est un écrivain et journaliste d'investigation français né à Orléans le 6 juillet 1935 et mort le 9 février 2010 dans le 14e arrondissement de Paris. Docteur en sciences de gestion, diplômé en 2005 de l'université d'Évry.

## Biographie

### Famille
Marié en 1960 à Marina Pogany, née en 1937, il est le père des scénaristes Éric-Henri Madelin alias Lucio Mad (1962 - 2005) et Arnaud-Bernard Madelin alias Gabor Rassov (né en 1964).

### Carrière professionnelle
Lauréat de la fondation Zellidja, il s'offre, il s'offre son premier voyage sur un cargo routier en 1956 en mer du Nord avec son premier salaire de stagiaire étudiant SNCF. Il commence la carrière professionnelle en 1957 dans le quotidien de province L'Union. Mais il débute vraiment dans le journalisme à l'AFP (Agence France Presse Paris et Côte d'Ivoire), et collabore dans des revues techniques durant huit ans.
De 1970 à 1981, il travaille comme free-lance et est appelé à écrire pour de nombreux magazines et journaux. 
Collaborateur pigiste à TF1 à partir de 1975, journaliste réalisateur à FR3 entre 1976 et 1977, il devient journaliste permanent à TF1 de 1981 à 1995. Après son éviction de TF1 en 1995, à laquelle son livre L'or des dictatures donne un relief particulier par anticipation quand il relate les pérégrinations de Baby Doc (Duvalier fils) en France, il collabore comme pigiste à la radio BFM, puis comme enseignant invité au CFPJ (Centre de formation permanente des journalistes), de 1998 à 2005. Madelin collabore également au bulletin interne de l'Association des Auditeurs de l'Institut national des hautes études de sécurité (INHES).
Le nom de Madelin apparaît au générique de plusieurs films et émissions : Satellite (TF1, 1976), le magazine Vendredi (FR3, 1975-1977), intervenant majeur dans un portrait de Jacques Chirac (M6, mars 2007), ou dans le film documentaire consacré par le cinéaste Barbet Schroeder à Jacques Vergès, L'Avocat de la terreur (juin 2007). Il est également consultant pour les questions de police et de sécurité pour le site d'information Rue89.
Jusqu'à sa mort, il poursuit son activité d'écrivain et de contributeur à Rue89.

## Publications

### Enquêtes
- Industrialisation dans le Bâtiment, Ed GM Perrin, 1970
- Dossier I… comme Immobilier (1974) A.Moreau
- Dossier J… comme Justice (1977) A.Moreau, avec Jean Pierre Michel
- Malades et Médecins (1980) Le Seuil
- La Galaxie terroriste (1986) Plon
- La Guerre des polices (1989) Albin Michel
- L'Or des dictatures (1993) Fayard
- La France mafieuse (1994) Le Rocher
- La filière cocaïne en France (1996) Le Rocher
- Le Clan des Chiraquiens (1997) Le Seuil
- Les Gaullistes et l’argent, L'Archipel, avril 2001.
- Jacques Chirac, une biographie, Flammarion, 2002.
- Pertinence de la rivalité entre les services de renseignement, thèse de doctorat, université d'Évry, juin 2005.
- Dans le secret des Services, Denoël 2007

### Romans
- 23 heures pour sauver Paris, l'Archipel, novembre 1998, avec Yves Ramonet
- A midi, Versailles flambera, l'Archipel, février 2000, avec Yves Ramonet

### Articles
David Servenay, « Notre blogueur Philippe Madelin, journaliste jusqu'à sa mort », sur Rue89, nouvelobs.com, 10 février 2010

## Pour approfondir